# Douglas (Alabama)
Douglas è un comune degli Stati Uniti d'America situato nella contea di Marshall dello Stato dell'Alabama.